# Sportvagns-VM 1977
Sportvagns-VM 1977 var uppdelad i två separata serier:
- World Championship for Makes (WCM), för GT-bilar i Grupp 5.
- World Sportscar Championship (WSC), för sportvagnsprototyper i Grupp 6.

## World Championship for Makes

### Delsegrare
| Bana                   | Vinnare                                    | Märke   |
| ---------------------- | ------------------------------------------ | ------- |
| Daytona 24-timmars     | Hurley Haywood Dave Helmick John Graves    | Porsche |
| Mugello 6-timmars      | Rolf Stommelen Manfred Schurti             | Porsche |
| Silverstone 6-timmars  | Jochen Mass Jacky Ickx                     | Porsche |
| Nürburgring 1000 km    | Rolf Stommelen Toine Hezemans Tim Schenken | Porsche |
| Watkins Glen 6-timmars | Jochen Mass Jacky Ickx                     | Porsche |
| Mosport 6-timmars      | Ludwig Heimrath Paul Miller                | Porsche |
| Brands Hatch 6-timmars | Jochen Mass Jacky Ickx                     | Porsche |
| Hockenheim 6-timmars   | Bob Wollek John Fitzpatrick                | Porsche |
| Vallelunga 6-timmars   | Luigi Moreschi "Dino"                      | Porsche |

### Märkes-VM

#### WCM >2000 cm³
| Plats | Märke     | Poäng |
| ----- | --------- | ----- |
| 1     | Porsche   | 140   |
| 2     | BMW       | 50,5  |
| 3=    | Jaguar    | 12    |
| 3=    | De Tomaso | 12    |

#### WCM 2.0 <2000 cm³
| Plats | Märke   | Poäng |
| ----- | ------- | ----- |
| 1     | BMW     | 90    |
| 2     | Ford    | 32    |
| 3     | Fiat    | 20    |
| 4     | Porsche | 15    |

## World Sportscar Championship

### Delsegrare
| Bana                | Vinnare                            | Märke      |
| ------------------- | ---------------------------------- | ---------- |
| Dijon 500 km        | Arturo Merzario Jean-Pierre Jarier | Alfa Romeo |
| Monza 500 km        | Vittorio Brambilla                 | Alfa Romeo |
| Vallelunga 400 km   | Vittorio Brambilla                 | Alfa Romeo |
| Coppa Florio        | Arturo Merzario                    | Alfa Romeo |
| Estoril 2,5-timmars | Arturo Merzario                    | Alfa Romeo |
| Le Castellet 500 km | Arturo Merzario Jean-Pierre Jarier | Alfa Romeo |
| Imola 250 km        | Vittorio Brambilla                 | Alfa Romeo |
| Salzburgring 300 km | Vittorio Brambilla                 | Alfa Romeo |

### Märkes-VM
| Plats | Märke      | Poäng |
| ----- | ---------- | ----- |
| 1     | Alfa Romeo | 120   |
| 2     | Osella     | 73    |
| 3     | Lola       | 48    |
| 4     | Chevron    | 41    |
| 5     | Sauber     | 31    |